# الرابطة التونسية للكرة الخماسية
الرابطة التونسية للكرة الخماسية أو كرة قدم الصالات هي بطولة تونسية تأسست عام 2010.

## الفرق
- نادي كرة قدم الصالات ببوجعفر
- الجمعية البلدية بالمرسى
- نادي كرة قدم الصالات لحمام سوسة
- رياض سوسة
- أولمبيك بني خيار
- الجمعية الرياضية عجيل
- المستقبل الرياضي الرادسي
- الأمل الرياضي بحمام سوسة
- الجمعية الرياضية مليتة جربة
- القيروان للرياضة والفنون

## سجل الألقاب
- 2006-2007 : نادي كرة قدم الصالات ببوجعفر
- 2007-2008 : نادي كرة قدم الصالات ببوجعفر
- 2008-2009 : الجمعية الرياضية لمكتب التجارة البحرية لحلق الوادي
- 2009-2010 : نادي الخطوط التونسية
- 2010-2011 : نادي الخطوط التونسية
- 2011-2012 : الجمعية البلدية بالمرسى
- 2012-2013 : الجمعية البلدية بالمرسى
- 2013-2014 : نادي كرة قدم الصالات ببوجعفر
- 2014-2015 : الجمعية الرياضية لمكتب التجارة البحرية لحلق الوادي
- 2015-2016 : الجمعية البلدية بالمرسى
- 2016-2017 : نادي كرة قدم الصالات ببوجعفر

## سجل الألقاب حسب النادي
| الموسم    | الفريق المتوج                                      |
| --------- | -------------------------------------------------- |
| 2006-2007 | نادي كرة قدم الصالات ببوجعفر                       |
| 2007-2008 | نادي كرة قدم الصالات ببوجعفر                       |
| 2008-2009 | الجمعية الرياضية لمكتب التجارة البحرية لحلق الوادي |
| 2009-2010 | نادي الخطوط التونسية                               |
| 2010-2011 | نادي الخطوط التونسية                               |
| 2011-2012 | الجمعية البلدية بالمرسى                            |
| 2012-2013 | الجمعية البلدية بالمرسى                            |
| 2013-2014 | نادي كرة قدم الصالات ببوجعفر                       |
| 2014-2015 | الجمعية الرياضية لمكتب التجارة البحرية لحلق الوادي |
| 2015-2016 | الجمعية البلدية بالمرسى                            |
| 2016-2017 | نادي كرة قدم الصالات ببوجعفر                       |